# 오이긴스호

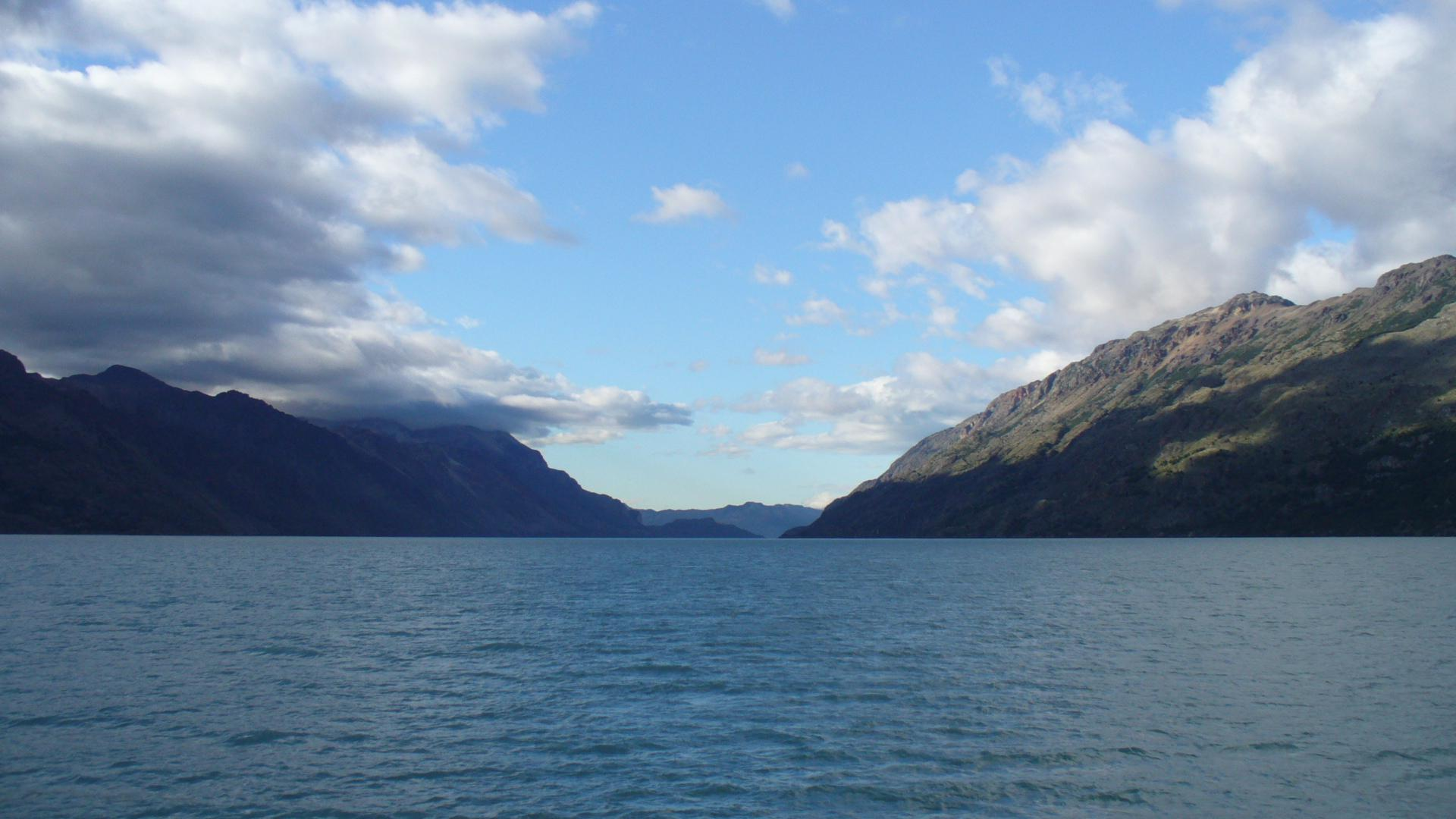
오이긴스 호

오이긴스 호(스페인어: Lago O'Higgins, 칠레 측에서 사용하는 명칭) 또는 산마르틴 호(스페인어: Lago San Martín, 아르헨티나 측에서 사용하는 명칭)는 남아메리카 파타고니아에 위치한 호수로 면적은 1,013km2, 최대 수심은 836m, 연안 길이는 525km, 수면 높이는 250m이다. 칠레와 아르헨티나 국경을 지나가며 칠레 아이센델헤네랄카를로스이바녜스델캄포 주와 아르헨티나 산타크루스 주에 위치한다.